# شهرستان خودمختار باما یائو
باما یاو (به لاتین: Bama Yao Autonomous County) یک سکونتگاه مسکونی در جمهوری خلق چین است که در شهر هه‌چی واقع شده‌است.

## خصوصیات
باما یاو ۱٬۹۶۶ کیلومترمربع مساحت و ۲۵۱٬۰۰۰ نفر جمعیت دارد و ۲۳۰ متر بالاتر از سطح دریا واقع شده‌است.